# Maretto
Maretto (piemontiul: Marèj) település Olaszországban, Piemont régióban, Asti megyében. Lakosainak száma 372 fő (2023. január 1.). Maretto Cortandone, Monale, Roatto, Villafranca d’Asti és Cortazzone községekkel határos.

## Népesség
A település lakossága az elmúlt években az alábbi módon változott:
| Lakosok száma | 374  | 363  | 372  |
|               | 2017 | 2018 | 2023 |